# Chionochloa macra
Chionochloa macra är en gräsart som beskrevs av Victor Dmitrievich Zotov. Chionochloa macra ingår i släktet Chionochloa och familjen gräs. Inga underarter finns listade i Catalogue of Life.